# De l'aube à minuit
 (octobre 2022).
Pour plus de détails, voir Fiche technique et Distribution.
De l'aube à minuit (Von morgens bis mitternachts) est un film allemand de Karlheinz Martin sorti en 1920. Ce fut l'un des premiers films expressionnistes allemands, ayant même été terminé avant Le Cabinet du docteur Caligari. Il est adapté de la pièce De l'aube à minuit de Georg Kaiser.

## Synopsis
Le caissier d'une banque décide, un jour, de voler la caisse et de s'en aller à la ville (Berlin). Celui-ci ira de déconvenues en déconvenues au fur et à mesure des stations qu'il traversera.

## Analyse
Le film est révélateur de l'expressionnisme allemand, reposant sur des effets graphiques d'effets d'ombres et de lumière, acquérant ainsi un aspect fortement théâtral parfois décrié (notamment par Lotte H. Eisner dans son livre L'Écran démoniaque).
Ici, comme dans Le Cabinet du docteur Caligari, les décors, reflétant la vision du personnage principal, jouent un rôle essentiel.
Il faut préciser que ce film ne sortit jamais. Il fut même longtemps perdu avant d'être retrouvé par la RDA au Japon en 1963 mais considéré comme incomplet (il faisait alors 42 minutes). Une restauration récente a permis de le montrer en juin 2006 au Louvre. Le film est sorti en DVD chez l'éditeur allemand EDITION FILMMUSEUM en 2010.

## Fiche technique
- Titre original : Von morgens bis mitternachts
- Titre français : De l'aube à minuit
- Pays de production : Allemagne
- Procédé image : 35 mm – NB
- Durée : 65 minutes
- Réalisateur : Karlheinz Martin
- Scénario : Herbert Juttle, Karlheinz Martin
- Auteur de l'œuvre originale : Georg Kaiser
- Société de production : Llag-film – Isenthal und Juttka (Berlin)
- Producteur : Herbert Juttle
- Directeur de la photographie : Carl Hoffmann
- Directeur artistique : Robert Neppach
- Costumes : Robert Neppach
- Date de sortie : 1920

## Distribution
- Ernst Deutsch : le caissier
- Erna Morena : la dame
- Roma Bahn : la fille
- Adolf Edgar Licho : le gros homme
- Hans Heinrich von Twardowski : le fils de la dame
- Frida Richard : la grand-mère
- Eberhard Wrede : le directeur de la banque
- Lotte Stein